# Early, Texas
Early är en ort i Brown County i delstaten Texas, USA.